# Among the Gods, Scenes of India
Among the Gods, Scenes of India: With Legends by the Way ist die Beschreibung einer Reise durch Indien 1891–1892, erschienen in London 1895. Augusta Klein schildert darin Landschaften und Erlebnisse in Ceylon und Indien bis hoch in den Norden und Westen unter Einbeziehung alter Legenden; sie gibt detaillierte Berichte zur Missionstätigkeit, insbesondere der Anglikanischen Kirche und beschreibt ausführlich Bauwerke der hinduistischen, muslimischen und buddhistischen Religion.

## Textausgaben
- Among the Gods, Scenes of India: With Legends by the Way. W. Blackwood, Edinburgh/London 1895 (englisch)
- Among the Gods, Scenes of India: With Legends by the Way. Obscure Press, 2006, ISBN 1846649110.
- Among the Gods, Scenes of India. BiblioBazaar (BiblioLife), 2008, ISBN 0554420791 (broschierte Ausgabe).